# Amor Hakkar
Amor Hakkar (Aurès, 1958) è un regista cinematografico berbero con cittadinanza algerina.

## Biografia
Hakkar è nato nel 1958 nell'Aurès, regione del nord-est dell'Algeria caratterizzata dalla presenza berbera. La maison jaune, che gli ha valso tre premi al Festival internazionale del film di Locarno, tra cui quello ecumenico, è il primo film girato in lingua berbera. In realtà Hakkar è sempre vissuto in Francia e ha scoperto il cinema relativamente tardi. 
Sale temps pour un voyou (1992) è il suo primo lungometraggio. L'ispirazione per La maison jaune gli è venuta dal ritorno sulle sue montagne per riportarvi le spoglie del padre, secondo il suo desiderio. Il suo film Quelques jours de répit è ambientato in Francia.
Hakkar è anche scrittore:  La cité des fausses notes, 2001 è un suo libro.

## Filmografia parziale
- La Maison Jaune (2007)
- Quelques jours de répit (2011)